# Descida basica
 (décembre 2022).
Si vous disposez d'ouvrages ou d'articles de référence ou si vous connaissez des sites web de qualité traitant du thème abordé ici, merci de compléter l'article en donnant les références utiles à sa vérifiabilité et en les liant à la section « Notes et références ».

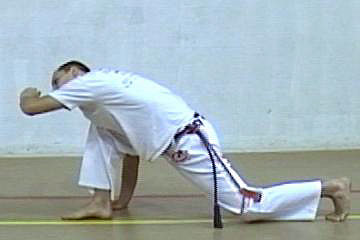
Vue de gauche.

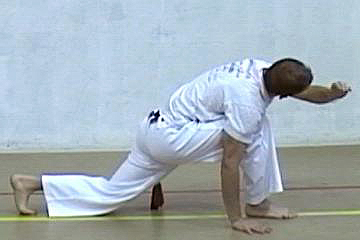
Vue de droite.

La Descida basica (litt. "descente basique", en portugais), également appelée esquiva basica ("esquive basique"), est un mouvement d'esquive en capoeira qui consiste à s'abaisser en posant une main au sol à partir de la base de ginga.

## Technique
- Dans tous les cas, il faut faire l'esquive face à l'adversaire. Beaucoup de capoeiristes exécutent ce mouvement de côté, ce qui est techniquement risqué dans le jeu.
- Si la jambe droite est en avant, celle-ci doit être fléchie, la plante du pied entièrement au sol et le tibia perpendiculaire au sol (le genou ne doit surtout pas être plus en avant que le pied).
- Garder le dos droit.
- La jambe gauche est tendu en arrière (mais pas trop, qu'on puisse se relever sans effort), le bassin doit être baissé, le genou gauche légèrement plié et orienté vers le sol.
- Le bras gauche protège le visage en se positionnant horizontalement devant le menton, la tête penché vers la droite.
- La main droite est à plat au sol, légèrement orientée en oblique, près du corps et à côté du pied droit.